# Tee (یونیکس)

tee یکی از دستورهای خط فرمان یونیکس است. نام آن از حرف T انگلیسی گرفته شده است. این فرمان اطلاعات خود را از ورودی استاندارد می‌خواند و آنها را هم در یک فایل و هم در خروجی استاندار چاپ می‌کند.

## مثال‌ها
```
ls
 
|
 
tee
 
list.txt

```

در مثال بالا ابتدا دستور ls لسیت تمام فایلهای موجود در دایرکتوری جاری را چاپ می‌کند. سپس خروجی خود را به فرمان tee ارسال می‌کند. فرمان tee هم خروجی دریافت شده هم در خروجی استاندارد (در اینجا صفحه نمایش) و هم در فایلی به نام list.txt ذخیره می‌کند. اگر فایل list.txt از قبل وجود داشته باشد بر روی آن بازنویسی خواهد شد.

## گزینه‌ها
-a باعث می‌شود اطلاعات به آخر فایل اضافه شود.
```
ls
 
/etc
 
|
 
tee
 
-a
 
list.txt

```

در مثال بالا فرمان tee فایل list.txt را بازنویسی نخواهد کرد. بلکه محتویات دایرکتوری /etc/ را به آخر آن اضافه می‌کند.